# Setra S 319 NF
Der Setra S 319 NF ist ein Niederflurbus von Setra, der unter der Produktgruppe „MultiClass 300“ angeboten wurde.
Das NF im Namen steht für Niederflur. Der S 319 NF wird im ÖPNV eingesetzt. 2006 wurde die Produktion des Modells eingestellt. Als Nachfolger für den S 319 NF stellte Setra im Jahr 2015 den Setra S 418 LE business vor. Mittlerweile wurde der S 319 NF größtenteils durch zwölf Meter lange Busse, wie den Mercedes-Benz Citaro, den MAN Lion’s City oder dem Iveco Crossway, ersetzt. Neben den Niederflurvarianten gibt es eine Hochflurvariante des Busses mit der Bezeichnung S 319 UL. Eine Variante mit zwei Achsen und 12 m Länge wurde unter der Modellbezeichnung S 315 NF angeboten. Der S 319 NF war wahlweise mit einer zusätzlichen Tür hinter den hinteren Achsen lieferbar.

## Verwandte Bustypen

### Hochboden-Versionen
- Setra S 313 UL – 11-Meter-Variante (2 Achsen)
- Setra S 315 UL – 12-Meter-Variante (2 Achsen)
- Setra S 316 UL – 13-Meter-Variante (2 Achsen)
- Setra S 317 UL – 14-Meter-Variante (3 Achsen)
- Setra S 319 UL – 15-Meter-Variante (3 Achsen)
- Setra SG 321 UL – 18-Meter-Gelenkbus-Variante (3 Achsen)

### Niederflur
- Setra S 300 NC – 12-Meter-Stadtbus-Variante (2 Achsen, dreitürig), Baujahr 1989–1995
- Setra S 315 NF – 12-Meter-Variante (2 Achsen, teilweise mit zusätzlicher Tür hinter den hinteren Achsen)

## Galerie

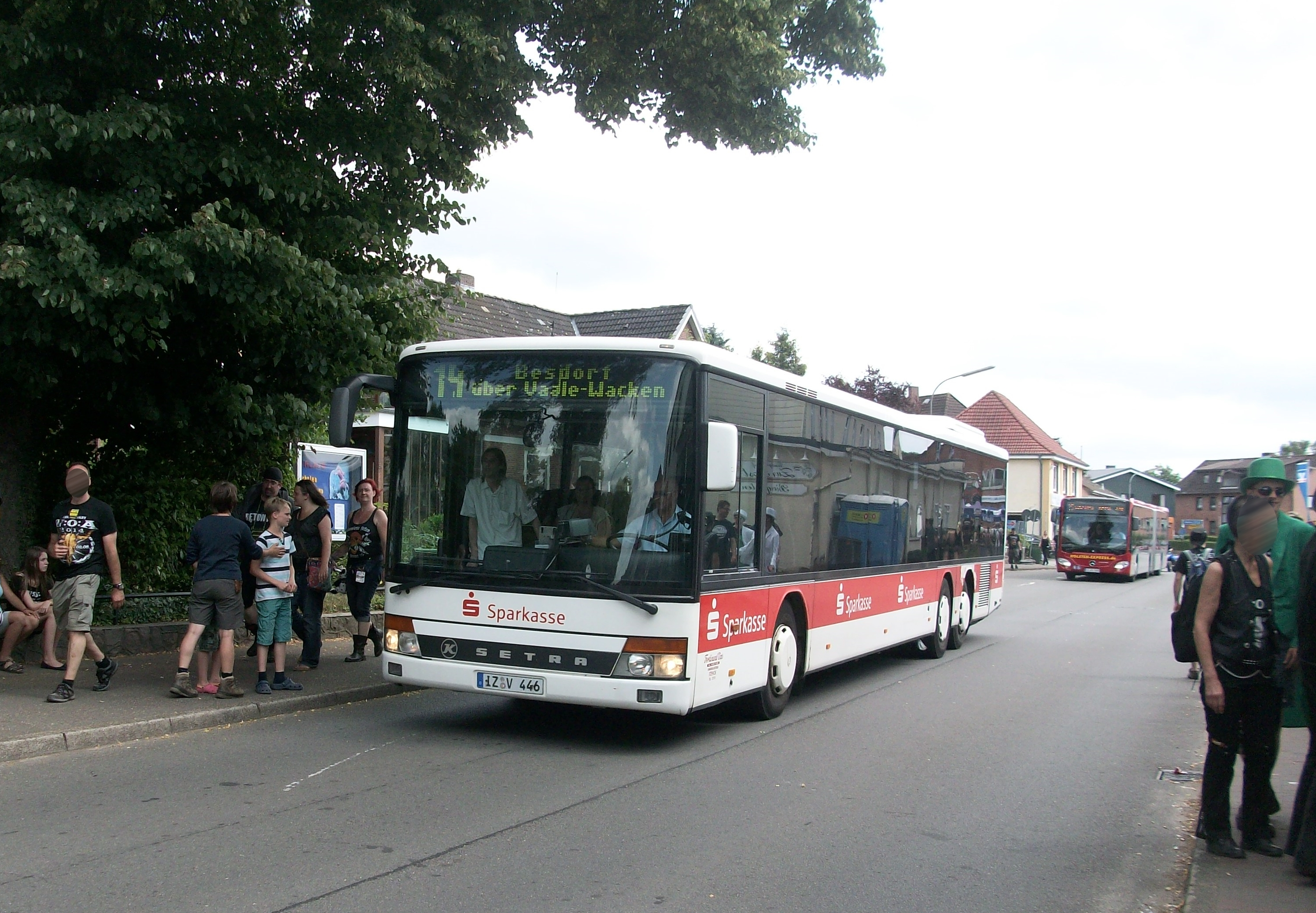
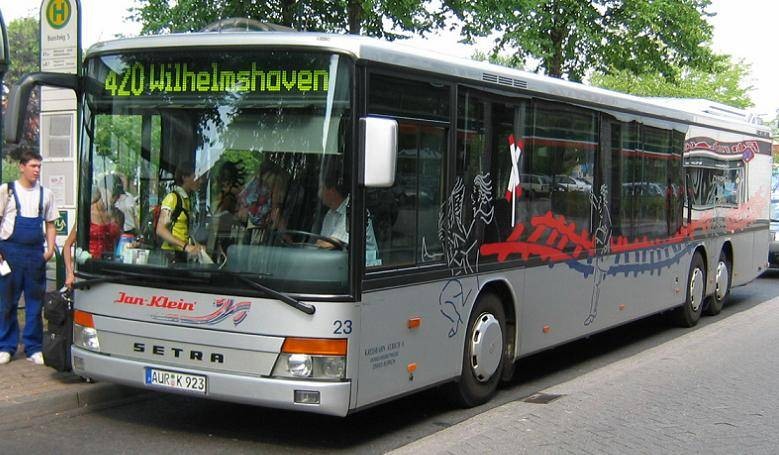
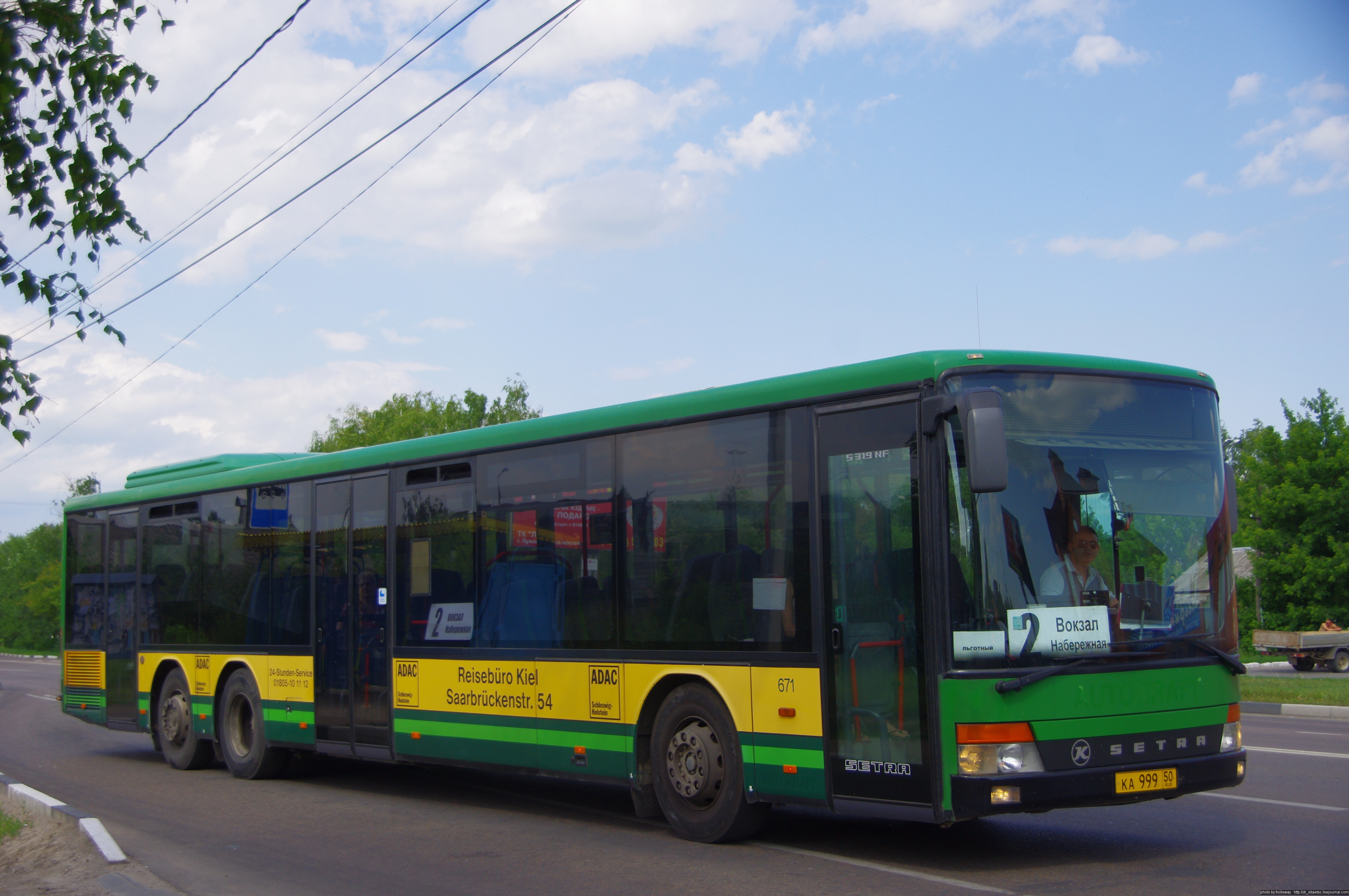
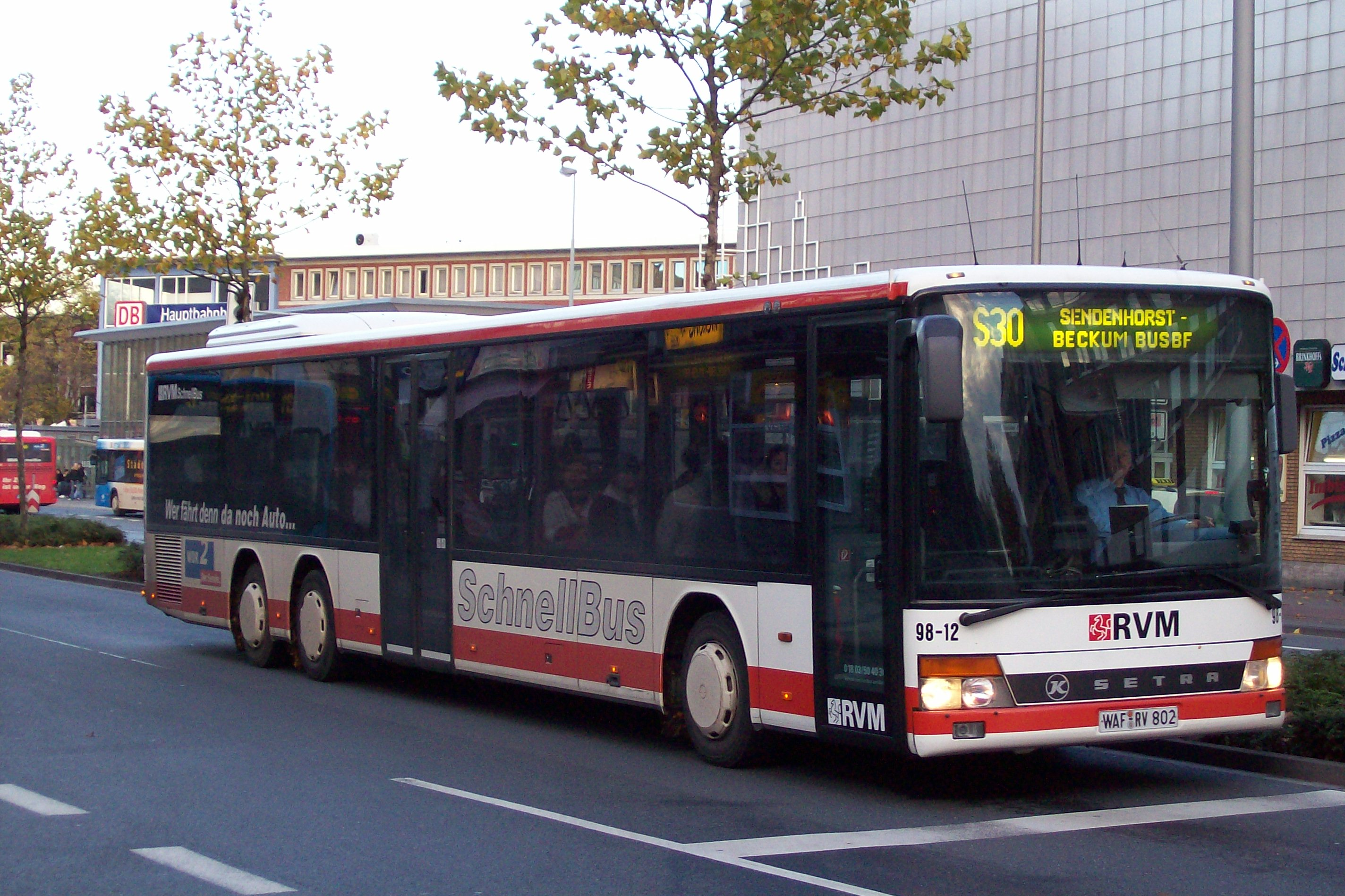